# António de Albuquerque
António de Albuquerque (Viseu, 11 de março de 1866 — Sintra, 2 de julho de 1923), de seu nome António de Albuquerque do Amaral Cardoso de Vilhegas e Guzman Barba Alardo de Lencastre e Barros de Menezes Pina e Lemos foi um escritor e jornalista português que  ganhou projeção pelo seu romance O Marquês da Bacalhoa, publicado em 1908.
António de Albuquerque nasceu no seio de uma das famílias mais aristocráticas de Portugal. Era trineto, por varonia, de Francisco de Paula de Albuquerque do Amaral Cardoso, governador de Moçambique de 1805 a 1807, bisneto em linha feminina do 5.º Marquês de Alegrete, descendente dos marqueses de Cardeñosa pelo lado Guzmán, etc. 
Teve uma educação parisiense, muito influenciada pela literatura francesa e pelos ideais republicanos e anarquistas. De regresso a Portugal, os seus modos mundanos e as suas ideias foram mal recebidos na capital e prejudicaram a sua carreira literária.
Os seus romances tiveram inicialmente influências do realismo, mas tomariam posteriormente um pendor mais naturalista e decadentista.
O seu romance histórico O Marquês da Bacalhoa (1908) foi um sucesso polémico, com vendas de 6000 exemplares, mas gerou enorme controvérsia pela sua abordagem panfletária e crítica sobre a família real portuguesa, a classe política, o catolicismo, o suposto lesbianismo da rainha D. Amélia e outros aspetos da sociedade da época. 
Em 1923, já próximo da morte, António de Albuquerque converte-se ao catolicismo, lamentando o que escrevera sobre a família real e pedindo o perdão da rainha D. Amélia. Faleceu na sua casa de Sintra, aos 57 anos, no dia 2 de julho de 1923.

## Obra
A sua obra não é extensa, tendo publicado:
- Arco-íris (poesia)
- Maria Teles (poesia)
- Escândalo!: Cenas da Vida de Província (romance, 1904)
- tradução de Les Civilisés (1906), de Claude Farrère (1876-1957)
- O Marquês da Bacalhoa (romance histórico, 1908)
- A Execução do Rei Carlos (romance histórico, 1909)
- O Solar das Fontainhas: Cenas do Porto (investigação histórica, 1910)